# Броненосці берегової оборони типу «Ейдсвольд»
Броненосці типу «Ейдсвольд» (норв. Eidsvoldklassen) , іноді також позначаються як тип «Норге» (норв. Norgeklassen) — серія норвезьких броненосців берегової оборони 1900-х років.
Побудовано по норвезькому замовленню на верфях британської фірми Armstrong Whitworth. Залишалися на озброєнні ВМС Норвегії до початку Другої світової війни. Під час операції з окупації Норвегії були потоплені торпедами німецьких есмінців поблизу Нарвіка.

## Кораблі типу
| Назва                  | номер | Спуск на воду   | доля |
| ---------------------- | ----- | --------------- | --- |
| «Норге» (Norge)        | F 310 | 31 березня 1900 | 9 квітня 1940 року потоплений торпедами німецького ескадреного міноносця Z11 «Бернд фон Арнім»у бухті Нарвіка |
| «Ейдсвольд» (Eidsvold) | F 311 | 14 червня 1900  | 9 квітня 1940 року потоплений торпедами німецького ескадреного міноносця «Вільгельм Гайдкамп» у бухті Нарвіка |

## Характеристики

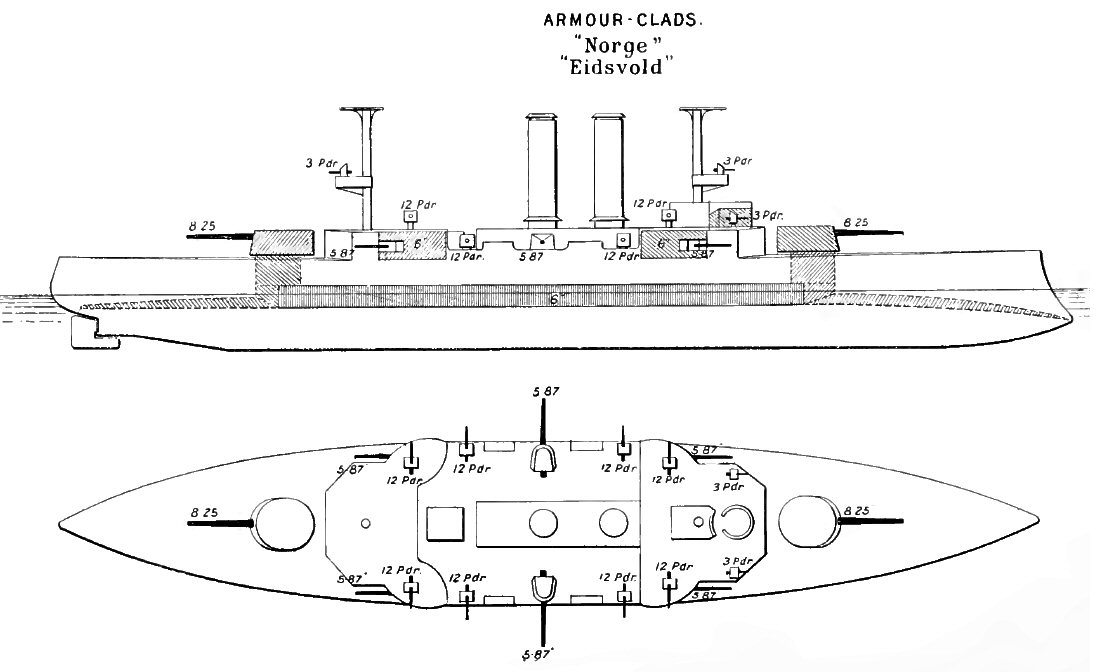
Схема озброєння і бронювання на 1902 рік

Водотоннажність — 3 645 т стандартне, 4 165 т повне. Довжина 94,6 м, ширина 15,4 м, осадка 5,38 м.
Бронювання — пояс: 152 мм; палуба: 51 мм, башти головного калібру: 203 мм, підстави веж: 152 мм; каземати: 127 мм; бойова рубка: 152 мм.
Озброєння — артилерія: 2 × 210-мм / 44, 6 × 150-мм / 46, 8 × 76-мм, 4 × 47-мм; торпедне озброєння: 2 × 457-мм торпедні апарати.